# 아모르 기타노
《아모르 기타노》(스페인어: Amor gitano)은 1999년 방영된 멕시코의 텔레노벨라이다.